# 王祿 (成化進士)
王祿，字正夫，福建福州府闽县人，明朝政治人物，進士出身。

## 生平
天顺六年，壬午福建乡试中舉。成化八年，登壬辰科會試中進士，擔任兵部郎中，官至太仆寺少卿。